# Historique du parcours africain des clubs algériens de football
Cet article présente les différentes performances des clubs algériens de football dans les compétitions officielles régies par la CAF. Cet article traite également des parcours de chaque club engagé suivant les saisons et en détail des finales disputées.

## Introduction
Depuis 1970, vingt-neuf clubs algériens ont évolué en compétitions africaines. Ceux-ci peuvent y participer chaque année suivant leurs résultats lors de la saison précédente dans les différentes compétitions nationales.
Durant les années 1960 aucun club algérien ne s'engage. Il faut savoir que les compétitions africaines de football sont relativement récentes et qu'il n'y avait que la Coupe d'Afrique des clubs champions, dont la première édition date de l'année 1964. Cela peut s'expliquer d'abord par le fait qu'à cette époque la plupart des pays africains acquirent récemment leurs indépendances. Tout le monde n'était pas au même niveau en termes de football, d'autre part il existait également d'autres compétitions de football dont le cadre géographique était restreint et ne représentait qu'une partie du continent africain. Celles-ci bien ancrés depuis le début des années 1960, la dimension continentale d'une épreuve était encore difficile à admettre et à tolérer, d'ailleurs les premières éditions seront organisés et remportés par des pays du centre et de l'Est du continent africain.
La première apparition d'un club algérien date de la saison 1969-1970, avec la participation du CR Belouizdad (qui portait alors le nom de CR Belcourt). Cette équipe talentueuse emmené par son meneur de jeu étincelant Hassen Lalmas, battit lors du match aller du premier tour (l'équivalent d'un seizième de finale) l'équipe sénégalaise ASC Jeanne d'Arc sur le score de cinq buts à trois. Toutefois les dirigeants du club préféreront déclarer forfait à la suite des menaces proférées par ceux du club sénégalais qui promirent l'enfer au match retour car mécontents du résultat de leur équipe.
À la suite de cette mésaventure, aucun club algérien ne voudra s'engager en Coupe d'Afrique des clubs champions pendant cinq ans. Il faudra attendre la saison 1975-1976 pour voir un autre club y participer. Il s'agit du MC Alger, qui réussira l'exploit de remporter la compétition dès sa première participation et cela en réalisant un triplée inédit Coupe d'Algérie - Championnat d'Algérie - Coupe d'Afrique.
D'autres compétitions que la coupe des clubs champions apparaissent dans le football africain et sont régies elles aussi par la CAF. La participation des clubs algériens à ces nouvelles compétitions se fait presque naturellement. Si le football algérien ne figure pas durant les cinq premières éditions de la Coupe d'Afrique des clubs champions (1964, 1966, 1967, 1968 et 1969), plus les cinq autres suivant la participation du CR Belouizdad en 1970 (1971, 1972, 1973, 1974 et 1975); il en sera de même pour les deux premières éditions de la Coupe d'Afrique des vainqueurs de coupe en 1975 et 1976. Par contre il sera présent lors de la création en 1992, de la Coupe de la CAF que l'on connait maintenant sous le nom de Coupe de la confédération, et le sera durant toutes les éditions.
Plusieurs clubs algériens ont donc participé à ces différentes compétitions, certains même plusieurs fois, mais seuls la JS Kabylie et l'ES Sétif ont franchi la barre symbolique des 100 matchs en coupes africaines, c'est également les deux clubs les plus titrés avec 7 et 3 titres respectivement, en plus de la C1, la JS Kabylie a la particularité d'être la seule équipe Algérienne à avoir aussi remporté la C2 et la C3 (compétition qui n'existe plus), seule la Coupe de la confédération et la Ligue africaine de football manquent à son palmarès. L'ES Sétif quant à elle et la seule équipe ayant réussi à remporter la C1 nouvelle formule lancée depuis 1997. La JS Kabylie avec ses trente participations toutes compétitions confondues; est le club qui compte le plus de participations devant l'ES Sétif qui en compte quatorze.
La période qui commence avec la victoire du MC Alger en 1976 jusqu'à la fin des années 1980 (victoire de la JS Kabylie en 1990), est la plus prolifique pour les clubs algériens qui remportèrent quatre titres et réalisèrent deux finales. Cette période verra même le football algérien réaliser trois finales consécutives en Coupe d'Afrique des clubs champions en 1988, 1989 et 1990.
Ensuite c'est le néant, certains clubs atteindront fréquemment les quarts de finale voir les demi-finales d'une compétition africaine; alors que d'autres feront des apparitions épisodiques où seule la participation semble être leurs résultats. Malgré les troubles que connut l'Algérie (la « décennie noire » de la Guerre civile algérienne), son football réussit tant bien que mal à survivre même s'il régresse quelque peu. Ceci est en partie dues aux bons résultats de la JS Kabylie qui réussit durant les années 1990 à se maintenir au niveau de ses rivaux maghrébins, en enchainant une victoire en 1990 en Coupe des clubs champions (ainsi qu'une demi-finale perdue de peu en 1996), une victoire en Coupe d'Afrique des vainqueurs de coupe de football en 1995; ainsi qu'une participation en supercoupe d'Afrique en 1996, la seule à ce jour d'un club algérien.

## Compétitions de la confédération africaine de football (CAF)
Bilan des clubs algériens en compétitions africaines à partir de 1970 * 
| Compétitions                  | Participations | Titres | Finales | J   | V   | N   | D   | Bp  | Bc  | Diff |
| ----------------------------- | -------------- | ------ | ------- | --- | --- | --- | --- | --- | --- | ---- |
| Coupe des clubs champions     | 22             | 4      | 1       | 136 | 72  | 16  | 48  | 229 | 129 | +100 |
| Ligue des champions de la CAF | 24             | 1      | 1       | 191 | 88  | 38  | 60  | 232 | 179 | +53  |
| Coupe des coupes              | 27             | 1      | 1       | 118 | 60  | 20  | 38  | 209 | 149 | +60  |
| Coupe de la CAF               | 13             | 3      | 0       | 76  | 37  | 14  | 25  | 121 | 71  | +50  |
| Coupe de la confédération     | 17             | 1      | 3       | 84  | 37  | 16  | 31  | 106 | 86  | +20  |
| Supercoupe                    | 4              | 3      | 1       | 4   | 3   | 0   | 1   | 3   | 3   | -1   |
| Total                         | 105            | 13     | 7       | 608 | 297 | 104 | 203 | 900 | 617 | +282 |

### Bilan des clubs algériens en compétitions africaines

#### Coupe d'Afrique des clubs champions / Ligue des champions d'Afrique
| Participations | Pas de compétition | Ne participe pas | Tour préliminaire / 1/32 e de finale | 1er Tour / 1/16 e de finale | 2e Tour / 1/8 e de finale | 1/4 de finale / Poule des 1/4 de finale | 1/2 finale | Finale | Titre |
| 58             | 1                  | 10               | 1                                    | 11                          | 11                        | 14                                      | 6          | 1      | 5     |

 Les performances sont comptabilisés dans le tableau lorsqu'un club algérien participe à la compétition et s'arrête à son dernier tour.

#### Coupe d'Afrique des vainqueurs de coupes
| Participations | Ne participe pas | 1er Tour / 1/16 e de finale | 1/8 e de finale | 1/4 de finale | 1/2 finale | Finale | Titre |
| 29             | 2                | 5                           | 8               | 8             | 4          | 1      | 1     |

 Les performances sont comptabilisés dans le tableau lorsqu'un club algérien participe à la compétition et s'arrête à son dernier tour.

#### Coupe de la CAF / Coupe de la confédération
| Participations | Ne participe pas | Reversé de la C1 | Tour préliminaire / 1/32 e de finale | 1er Tour / 1/16 e de finale | 1/8 e de finale / barrage des 1/8 e de finale | 1/4 de finale / Poule des 1/4 de finale | 1/2 finale | Finale | Titre |
| 28             | 1                | 2                | 1                                    | 6                           | 7                                             | 10                                      | 0          | 1      | 3     |

 Les performances sont comptabilisés dans le tableau lorsqu'un club algérien participe à la compétition et s'arrête à son dernier tour.

#### Supercoupe de la CAF
| Participations | Non qualifié | Par la C1 | Par la C2 | Par la C3 | Finale | Titre |
| 4              | 20           | 2         | 1         | 1         | 4      | 3     |

 Les performances sont comptabilisés dans le tableau lorsqu'un club algérien participe à la compétition et s'arrête à son dernier tour.

### Bilan général
Le nombre de participations indiqué dans le tableau ci-dessous ne tient compte que d'une seule participation par saison, même si le club a été reversé en coupe de la confédération après son élimination de la ligue des champions.
| Rang | Club            | Participations | Titres | Joués | V   | N  | D  | Bp  | Bc  | Diff |
| ---- | --------------- | -------------- | ------ | ----- | --- | -- | -- | --- | --- | ---- |
| 1    | JS Kabylie      | 30             | 7*     | 213   | 107 | 38 | 68 | 265 | 184 | +81  |
| 2    | USM Alger       | 20             | 2***   | 167   | 79  | 41 | 47 | 262 | 159 | +103 |
| 3    | ES Sétif        | 17             | 3**    | 144   | 61  | 36 | 47 | 218 | 161 | +57  |
| 4    | MC Alger        | 14             | 1      | 96    | 40  | 22 | 34 | 133 | 106 | +27  |
| 5    | CR Belouizdad   | 14             | -      | 97    | 42  | 22 | 33 | 124 | 95  | +29  |
| 6    | MC Oran         | 10             | -      | 48    | 19  | 10 | 19 | 70  | 52  | +18  |
| 7    | CS Constantine  | 6              | -      | 40    | 21  | 5  | 14 | 52  | 44  | + 8  |
| 8    | NA Hussein Dey  | 5              | -      | 38    | 16  | 10 | 12 | 50  | 36  | +14  |
| 9    | ASO Chlef       | 5              | -      | 28    | 11  | 8  | 9  | 26  | 24  | +2   |
| 10   | JS Saoura       | 3              | -      | 22    | 9   | 7  | 6  | 24  | 20  | +4   |
| 11   | JSM Béjaïa      | 4              | -      | 18    | 4   | 8  | 6  | 18  | 17  | +1   |
| 12   | USM El Harrach  | 3              | -      | 12    | 6   | 1  | 5  | 22  | 17  | +5   |
| 13   | MO Constantine  | 3              | -      | 12    | 6   | 1  | 5  | 12  | 9   | +3   |
| 14   | USM Bel-Abbès   | 2              | -      | 8     | 2   | 2  | 4  | 11  | 11  | 0    |
| 15   | US Chaouia      | 2              | -      | 7     | 3   | 1  | 3  | 14  | 8   | +6   |
| 16   | WA Tlemcen      | 2              | -      | 4     | 1   | 0  | 3  | 4   | 6   | -2   |
| 17   | MO Bejaia       | 1              | -      | 18    | 4   | 8  | 6  | 11  | 14  | -3   |
| 18   | Paradou AC      | 1              | -      | 12    | 5   | 4  | 3  | 15  | 9   | +6   |
| 19   | MC El Eulma     | 1              | -      | 12    | 3   | 2  | 7  | 10  | 15  | -5   |
| 20   | USM Aïn Béïda   | 1              | -      | 6     | 2   | 2  | 2  | 7   | 8   | -1   |
| 21   | DNC Alger       | 1              | -      | 6     | 2   | 1  | 3  | 12  | 6   | +6   |
| 22   | ASM Oran        | 1              | -      | 6     | 2   | 1  | 3  | 9   | 7   | +2   |
| 23   | GCR Mascara     | 1              | -      | 6     | 2   | 1  | 3  | 7   | 8   | -1   |
| 24   | RC Kouba        | 1              | -      | 6     | 2   | 1  | 3  | 6   | 10  | -4   |
| 25   | JS Bordj Menaïl | 1              | -      | 4     | 2   | 0  | 2  | 9   | 6   | +3   |
| 26   | CR Beni-Thour   | 1              | -      | 4     | 2   | 0  | 2  | 3   | 3   | 0    |
| 27   | WKF Collo       | 1              | -      | 2     | 1   | 0  | 1  | 4   | 7   | -3   |
| 28   | CA Batna        | 1              | -      | 2     | 0   | 2  | 0  | 4   | 4   | 0    |
| 29   | RC Relizane     | 1              | -      | 2     | 0   | 0  | 2  | 1   | 6   | -5   |

(*) Dont une (1) Supercoupe d'Afrique en 1982 (compétition non-CAF).
(**) Dont une (1) Supercoupe de la CAF en 2015.
(***) Dont une (1) Supercoupe de CAF en 2023.

### Finale Aller
- samedi 25 novembre 1995 à 16h00 .
- au lagos stadium  Nigeria .
- JULIUS BERGER  Nigeria et JSKabylie  Algérie (1 à 1) .
- Buts : Menad (jsk)   .
- Source :-
- le journal l'Authentique  Algérie  du samedi 25 novembre 1995 page 18 .

### Finale Retour
- vendredi 8 décembre 1995 à 14h30 : au stade du 5 juillet 1962 , 50000 spéctateurs , (match télévisé en directe sur l'entv) ; jskabylie  Algérie bat Julius berger Nigeria (2-1) 0-1 a la mi-temps ;buts :  MENAD    65e , Bencheikha   78e / Obuh Nilson    16e  avertissements Amrouche  90e / dosso  54e , Ambroz  57e , Shakiri  77e . arbitre : Magassa sédé  Mali , assisté de : Danté Darman  et Traoré seydou  , Commaissaire au match Issam Siyam  Égypte . * compositions des équipes : - JSKabylie : Hamenad , amari , Khati , Amrouche , Selmoune , Meftah , Rahmouni , Adden , Djamel Menad (cap) Hadj Adlane (Boubrit 85) , Moussouni , (Bencheikha 77) , * Entraineur : Djaafar Harouni  Algérie .* Julius Berger  Nigeria : - Dosso Joseph , Doré Ambroz , Bana Abdullah , Oji Bitil , N'dokowé Sirakos , Jiwa Shakiri , Amoriji Ikoponoza , Anyu aguna james , Obuh Nilson (Sani Ibrahima 66) , Oloyidé Tayou , Maytayero Momod . * Entraineur : Bomah  Ghana . (source :  El-Khabar   Algérie N° 1548 : du samedi 9 décembre 1995 page 16 . (archives de m'hammed z  Algérie .

## Compétitions non CAF

### Supercoupe d'Afrique 1982
L'idée d'une Supercoupe d'Afrique a germé et été introduite au Tournoi de la Fraternité. En janvier 1982, de par son statut de championne d'Afrique en 1981, la JE Tizi Ouzou reçoit une invitation à participer au Tournoi de la Fraternité en Côte d'Ivoire. La JET gagne ce trophée en disposant en finale de l'Union Douala, club camerounais vainqueur de la coupe d'Afrique des vainqueurs de coupes sur le score de 1 -1 après prolongation, 4 tirs au but à 3. Ce trophée est considéré comme une Supercoupe d'Afrique comme la presse de l’époque et la bible du football, France-Football qui écrit «Une nouvelle Supercoupe d’Afrique est née». Mais cette dernière a revu le jour officiellement en 1992. Elle est organisée par la CAF. (source le livre d'or du sport algérien pages 313 et 314).

### Coupe afro-asiatique
L'Entente sportive de Sétif est le seul club algérien à avoir gagné la Coupe afro-asiatique des clubs. Il obtient la coupe en 1989 contre Al Sadd Sports Club du Qatar, victoires en match aller et retour.